# Genroku
Genroku (元禄?) es el nombre que recibe una de las eras japonesas, posterior a la Era Jōkyō y anterior a la era Hōei. Esta era abarcó el periodo desde el noveno mes de 1688 hasta el tercer mes de 1704. Transcurre dentro del llamado Periodo Edo, correspondiente al inicio de la Edad Moderna en aquel país, y durante el Shogunato Tokugawa. El emperador reinante era Higashiyama-tennō (東山 天皇).
Este periodo es caracterizado por el florecimiento de las artes y la arquitectura, permitidos por los anteriores cien años de paz y aislamiento en Japón. Ello también permitió una relativa estabilidad económica. Hubo consecuencias imprevistas cuando el shogunato degradó la calidad de la moneda como una estrategia para financiar la aparición de la afluencia continua de Genroku. Este error de cálculo en la estrategia causó una inflación abrupta. Luego, en un esfuerzo por resolver la crisis subsiguiente, el bakufu introdujo lo que se llamó las Reformas de Kyōhō  (享保の改革 kyōhō no kaikaku).
Se suele hablar tanto de Cultura Genroku como de "Era Genroku".

## Cultura popular

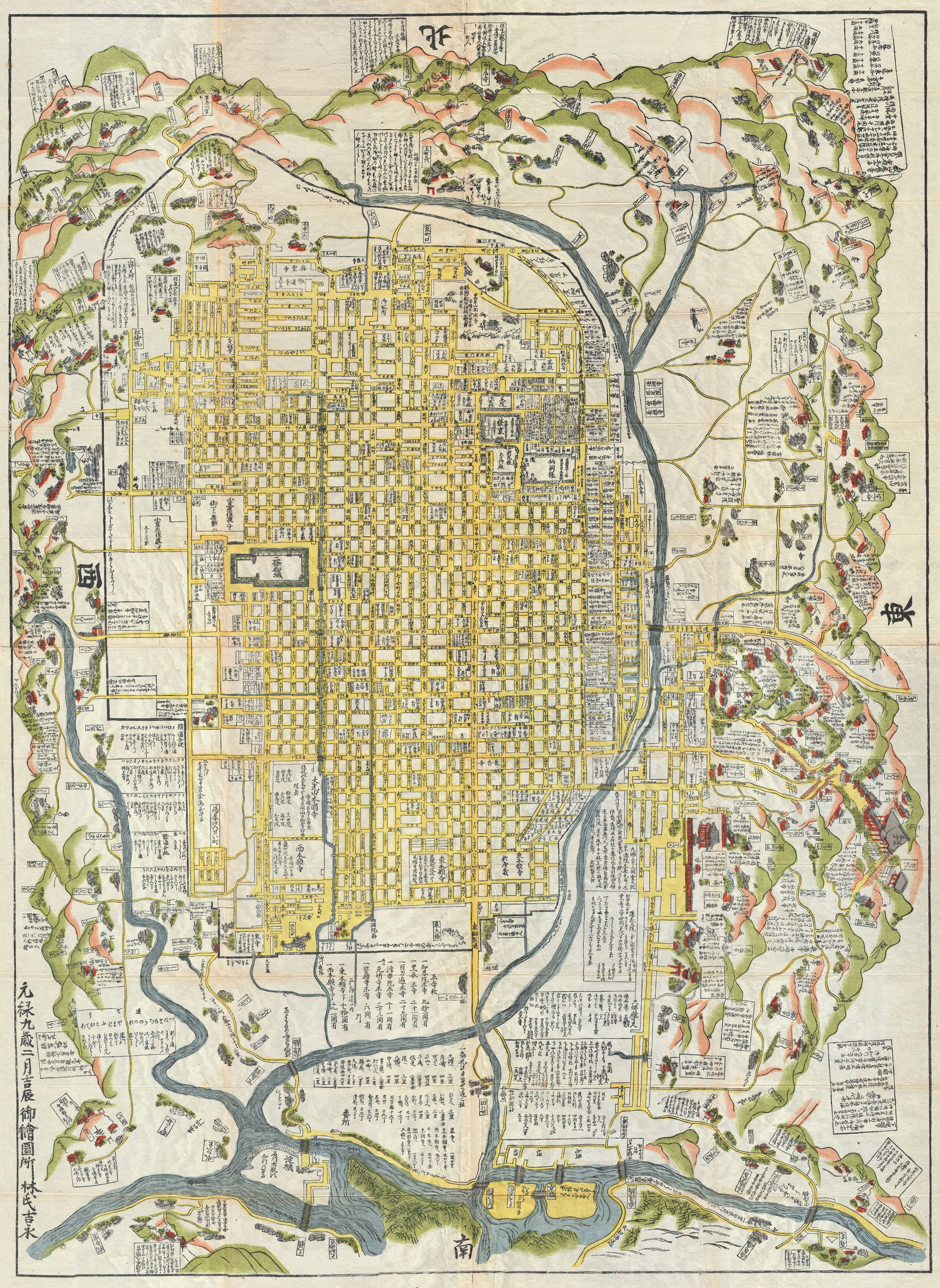
Mapa de Kioto en torno a 1696.

El Genroku destacó tanto por el gran florecimiento de las artes como por la frivolidad de las casas de placer y se caracterizó por el desarrollo de una especie de cultura bohemia; integrada por comerciantes, actores, escritores y personas licenciosas, la cual se denominó "Mundo flotante". 
Todas las grandes urbes del Japón Tokugawa tenían sus distritos licenciosos, aceptados –aunque no sin recelo- por las autoridades. Estos barrios donde existía prostitución y "Casas de Placer", conjuntamente con los teatros Kabuki, los espectáculos callejeros, las casas de apuestas, el sake y las sesiones de sumo, constituían el llamado "Mundo Flotante" del periodo Tokugawa.
En este mundo, el orden normal de la sociedad era rechazado y revertido. Aquí, los comerciantes se encontraban por encima de los samuráis y los actores Kabuki, los libertinos y las cortesanas eran los árbitros de la moral y las formas, mientras que las exhortaciones confucionistas a la frugalidad, el orden y la rectitud eran objeto de burla  y escarnio. La crónica de este microcosmos la cubrían escritores, pintores, grabadores y autores de novelas vulgares y osadas que alimentaban el insaciable interés popular por el mundo flotante.

## Arte
Hubo muchos artistas destacados en los campo de la literatura, pintura, grabados, música y danza. Asimismo se desarrolló, dentro de las artes marciales, la idea del “maestro”.
- Datos: Q1325001